# Maruf (dystrykt)
Maruf (pers. ‏معروف‎) – jeden z powiatów prowincji Kandahar na wschodzie Afganistanu.  Graniczy z powiatem Arghestan na zachodzie. Pozostałe granice są dla prowincji granicami zewnętrznymi: od północy graniczy z powiatami sąsiedniej prowincji Zabol natomiast wschodnia i południowa granica poprowadzona jest wzdłuż linii Duranda stanowiąc granicę państwową z Pakistanem. Powiat zamieszkiwany jest przez 29 300 osób (2006). Głównym miastem jest Maruf, położony w północnej części powiatu. Ciągnąca się w górzystym terenie granica państwowa z Pakistanem stanowi w istocie jedynie linię na mapie, gdyż właśnie w tym rejonie jest przekraczana w sposób dowolny.